# USS Nicholson (DD-442)
Эскадренный миноносец «Николсон» (англ. USS Nicholson (DD-442)) — американский эсминец типа Gleaves.
Заложен на верфи Boston Navy Yard, 1 ноября 1939 года. Спущен 31 мая 1940 года, вступил в строй 3 июня 1941 года. Выведен в резерв 26 февраля 1946 года, где находился до 17 июля 1950 года. Снова выведен в резерв 15 января 1951 года. Из ВМС США исключён 22 января 1951 года.
15 января 1951 года передан Италии, где 11 июня 1951 года введен как эскортный миноносец (Torpediniera di Scorta) AV (с 1953 года D 554) «Aviere». С 10 апреля 1957 года перекласифицирован в эсминец (Cacciatorpediniera). В 1970 году переоборудован в опытовое артиллерийское судно A 5302 «Aviere». Исключен из состава ВМС Италии в октябре 1975 года и в том же году потоплен как мишень.